# Настас
Настас је мушко име настало од имена Анастасије. Постоји као име Навахо индијанаца и значи „лук попут траве лисичји реп“. Ипак, у САД ово име никада није било међу првих 1.000 по популарности.